# New in Chess
New in Chess (NIC) est un périodique international consacré au jeu d'échecs qui paraît huit fois par an, et une maison d'édition spécialisée dans l'édition d'ouvrages (en anglais ou en néerlandais) consacrés aux échecs.
Ses rédacteurs en chef sont le grand maître international Jan Timman et Dirk Jan Ten Geuzendam.
Ses commentateurs sont des joueurs professionnels de haut niveau, tels que Vladimir Kramnik, Viswanathan Anand, Péter Lékó, Judit Polgár, Magnus Carlsen, ou Sergueï Kariakine...
New in Chess publie aussi des Yearbooks quatre fois par an, qui reprennent les parties jouées à haut niveau et des articles relatifs à l'évolution de la théorie des ouvertures. New in Chess utilise un système de classification des ouvertures propres et distinct de celui de l'Encyclopédie des ouvertures d'échecs.
En 2021, le magazine est devenu la propriété de la société Play Magnus AS (en) fondée par le champion du monde Magnus Carlsen.